# Thymus narymensis
Thymus narymensis — вид рослин родини глухокропивові (Lamiaceae), поширений у Казахстані та Росії.

## Опис
Стебла товсті. Листки черешкові, від еліптичних до яйцюватих або довгасто-зворотнояйцюватих, 3–5 мм, з обох боків біло волохаті. Чашечка волосата; квіти 4–6 мм завдовжки.

## Поширення
Поширений у Казахстані та Росії (Алтай, Тува).